# Jordan Williams
Jordan Williams (Bangor, 6 november 1995) is een Welsh voetballer die onder contract staat bij Swindon Town FC, op huurbasis van Liverpool FC, dat uitkomt in de Premier League. Hij kan zowel als centrale middenvelder of als centrale verdediger uit de voeten.

## Carrière
Williams speelt sinds 2009 in de jeugdopleiding van Liverpool FC. Op 23 september 2014 maakte hij zijn debuut in het eerste elftal. Hij mocht na 79 minuten invallen voor mede-debutant Jordan Rossiter. De wedstrijd eindigde na strafschoppen in een overwinning voor The Reds. Williams scoorde zelf een van de doelpunten in de penaltyreeks.

### Carrièrestatistieken
| Seizoen                          | Club            | Land            | Competitie      | Competitie | Competitie | Beker | Beker | Internationaal | Internationaal | Overig | Overig | Totaal | Totaal |
| Seizoen                          | Club            | Land            | Competitie      | Wed.       | Dlp.       | Wed.  | Dlp.  | Wed.           | Dlp.           | Wed.   | Dlp.   | Wed.   | Dlp.   |
| -------------------------------- | --------------- | --------------- | --------------- | ---------- | ---------- | ----- | ----- | -------------- | -------------- | ------ | ------ | ------ | ------ |
| 2014/15                          | Liverpool FC    | Engeland        | Premier League  | 0          | 0          | 1     | 0     | 0              | 0              | 0      | 0      | 1      | 0      |
| Carrière totaal                  | Carrière totaal | Carrière totaal | Carrière totaal | 0          | 0          | 1     | 0     | 0              | 0              | 0      | 0      | 0      | 0      |
| Bijgewerkt tot 24 september 2014 |                 |                 |                 |            |            |       |       |                |                |        |        |        |        |